# Städtische Universität Kitakyūshū

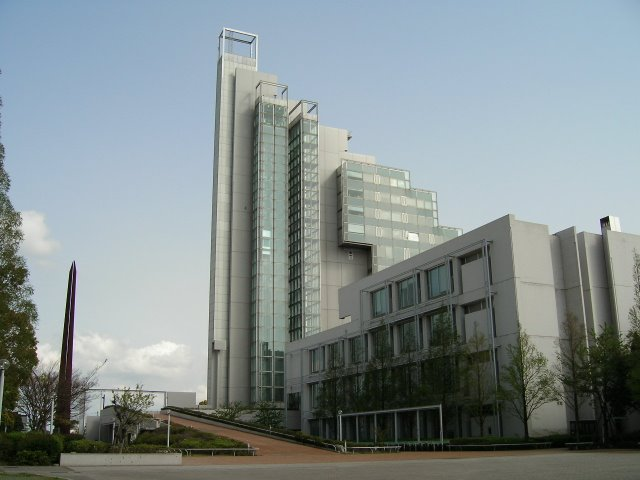
Das Hauptgebäude im Kitakata-Campus, gebaut 1995

Die Städtische Universität Kitakyūshū (jap. 北九州市立大学, Kitakyūshū shiritsu daigaku, kurz: Kitakyūdai (北九大)) ist eine städtische Universität in Japan. Der Hauptcampus liegt in Kitakata, Kokuraminami-ku, Kitakyūshū in der Präfektur Fukuoka.

## Geschichte
Die Universität wurde 1946 als Auslandswissenschaftliche Fachschule Kokura (小倉外事専門学校, Kokura gaiji semmon gakkō) gegründet. Die ehemalige Stadtverwaltung Kokura gründete die fremdsprachliche Schule, um zum Wiederaufbau der Stadt beizutragen, denn die Stadt hatte damals eine große Militärbasis der United States Army.
1950 wurde diese zur Fremdsprachenhochschule Kitakyūshū (北九州外国語大学, Kitakyūshū gaikokugo daigaku). 1953 wurde die Fakultät für Handelswissenschaft gegründet; zeitgleich erfolgte die Umbenennung in Universität Kitakyūshū (北九州大学, Kitakyūshū daigaku) um. 1963 wurde die ehemalige Stadt Kokura zur neuen Stadt Kitakyūshū zusammengelegt; 2001 wurde die Universität schließlich in die heutige Bezeichnung umbenannt.
Lange Zeit war sie eine geistes- und sozialwissenschaftliche Universität, erst 2001 wurde die Fakultät für Internationale Umwelt- und Ingenieurwissenschaften (国際環境工学部) im neuen Hibikino-Campus gegründet.

## Fakultäten

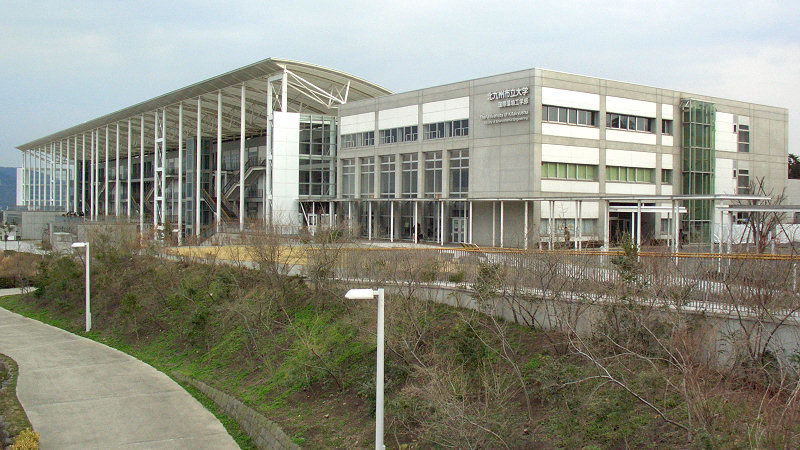
Hibikino-Campus

- Kitakata-Campus (in Kokuraminami-ku, Kitakyūshū, Präfektur Fukuoka, 33° 50′ 38,3″ N, 130° 52′ 42″ OKoordinaten: 33° 50′ 38,3″ N, 130° 52′ 42″ O):
  - Fakultät für Auslandswissenschaft
  - Fakultät für Wirtschaftswissenschaften
  - Fakultät für Geisteswissenschaften
  - Fakultät für Rechtswissenschaft
- Hibikino-Campus (in Wakamatsu-ku, Kitakyūshū, Präfektur Fukuoka, 33° 53′ 23,1″ N, 130° 42′ 49,3″ O):
  - Fakultät für Internationale Umwelt- und Ingenieurwissenschaften